# Neurolingvistisk programmering
Neurolingvistisk programmering (NLP) är ett pseudovetenskapligt angreppssätt för kommunikation, personlig utveckling och psykoterapi som skapades i Kalifornien, USA, på 1970-talet. Grundarna av NLP hävdar att det finns ett samband mellan neurologiska processer (neuro-), språk (lingvistik) och beteendemönster man lär sig genom erfarenhet (programmering), därav namnet, och att dessa kan ändras för att uppnå specifika mål i livet, såsom att modellera och omprogrammera en själv efter framgångsrika människor för att nå samma resultat som dessa. Vissa NLP-utövare gör anspråk på att det oftast räcker med en NLP-session för att behandla problem som fobier, depression, tics, psykosomatiska sjukdomar och närsynthet, allergi, förkylning, och inlärningssvårigheter. NLP används ibland av hypnoterapeuter och av företag som driver seminarier som marknasförs som ledarskapsutbildningar för företag och myndigheter.
Det ska dock framhållas att det finns många olika förgreningar inom NLP, varför man inte kan utgå från att två utövare har samma syn på hur man bör använda teknikerna.  Begreppet kan jämföras med ”coaching”, vilket också används i mycket olika sammanhang och med olika seriositet.
De grundläggande delarna av NLP skapades av Richard Bandler och lingvistikprofessorn John Grinder tillsammans med en handfull andra människor, bland andra författaren Robert Dilts, i mitten av 1970-talet. Grinder och Bandler är genom domslut erkända som skapare av NLP.

## Översikt
NLP är den etikett som Bandler och Grinder satte på den modell som de skapade genom sina studier av Milton Erickson, skapare av Ericksonsk hypnos, Fritz Perls, medskapare av gestaltterapi och Virginia Satir, familjesystemterapeut. Ursprungligen var NLP egentligen etiketten på deras sätt att skapa modeller och tekniker (modellering) men idag förknippas namnet med själva teknikerna. Även om John Grinder var professor i lingvistik så är NLP inte utvecklat inom den akademiska världen och det är inte länge sedan världen fick sin första doktorsexamen i NLP - PhD Jane Mathison, University of Surrey i England.
NLP består av en stor mängd tekniker. Teknikerna kommer från studier av skickliga kommunikatörer och är skapade för att vara enkla att lära sig. Ursprungligen var NLP ett terapeutiskt verktyg, men i dag används många applikationer inom andra kommunikationsområden (coachning, försäljning, etcetera) men också inom prestationspsykologi och ledarskap.
Det finns ingen som äger rätten till namnet NLP och det finns ingen organisation bakom NLP. Däremot finns det några stora och en mängd små certifieringsorganisationer. Det finns gott om NLP-böcker, de flesta handlar om påverkan, kommunikation, terapi, coachning, pedagogik, prestationspsykologi, personlig utveckling, försäljning eller ledarskap. NLP-utbildningar är praktiskt inriktade.
I Sverige förknippas NLP främst med utbildningar i kommunikation, ledarskap och coachning.

### Påverkan från andra områden
Metoder och koncept som används inom NLP har påverkats av bland andra Gregory Bateson (systemteori), Alfred Korzybski (allmän semantik), Paul Watzlawik (kommunikation), Noam Chomsky (lingvistik) och Fritz Perls (gestaltterapi), med flera.
Bandler och Grinder modellerade ursprungligen tre framgångsrika terapeuter: Milton Erickson, Fritz Perls och Virginia Satir. Från Milton Erickson modellerade de Miltonmodellen, som är en uppsättning språkmönster för att påverka och skapa förändring. Virginia Satir var den moderna familjeterapins stora namn och från henne har man bland annat modellerat sättet att arbeta med ankring. Fritz Perls var den person som gjorde gestaltterapin stor och från honom har man bland annat hämtat verktyget perceptuella positioner.

### NLP som varumärke
I slutet av 1990-talet startade NLP:s medskapare Richard Bandler en rättslig varumärkesprocess i USA där han hävdade att han ensam var upphovsmannen bakom NLP. Han förlorade denna process vilket innebar att Grinder och Bandler erkände varandra som medskapare av NLP och det slogs också fast att ingen äger rätten till NLP som varumärke, då området utvecklats genom åren och många personer varit inblandade i dess utveckling. Detta gör det möjligt för mindre seriösa aktörer utan utbildning och kvalifikationer att erbjuda certifiering i NLP och även godtyckligt definiera vad som är NLP och inte NLP.[källa behövs]
Det förekommer även ett antal olika varianter och vidareutvecklingar av NLP, som alla har sitt eget varumärke. Bland de mest förekommande finns:
- New Code NLP (John Grinder och Carmen Bostic St. Clair)[16]
- Design Human Engineering, Neuro-Hypnotic Repatterning (Richard Bandler)[17][18]
- New Coding NLP (Judith DeLozer)[19]
- Systematic NLP, Third Generation NLP (Robert Dilts)[20][21]
- Neuro-Semantics (L. Michael Hall)[22]
- Neuro Associative Conditioning (Anthony Robbins)[23]
- Humanistic Neuro-Linguistic Psychology (John Overdurf och Julie Silverthorn)[24]

En utveckling av NLP, innehållande bland annat en metaram, filtreringskompetens och andra "nycklar" har utvecklats av Jorunn Sjøbakken och Truls Fleiner:
- Kommunikologi (Jorunn Sjøbakken och Truls Fleiner)[25]

Begreppet NLP-Coach är ett varumärke i Sverige som är registrerat och varumärkesskyddat av Skandinaviska NLP-Institutet AB.

### De fyra benen i NLP
- Utfall – Vet du vad du vill? De flesta människor vet vad de inte vill ha i stället för vad de vill ha. Frågan måste besvaras positivt. Exempelvis ”Jag vill vara smal” i stället för ”Jag vill inte vara tjock”
- Sensorisk Awareness – Vet du vad du får? Att lägga märke till hur och vad du tänker och känner gör att du kan ändra din inre erfarenhet till att göra den mer användbar för dig. Detta kommer att påverka ditt kroppsspråk och din röst. Även genom att uppmärksamma andras kroppsspråk och tonläge ger det dig mycket mer information om vad de tänker och känner.
- Flexibilitet – Är du villig att göra något annorlunda? Vi tenderar att återgå till gamla mönster och beteenden. Att utveckla sin flexibilitet är det bästa sättet att förändra sitt liv och bli mer effektiv.
- Agera – Vad tänker du göra och när? Agera nu! Om det du gör inte fungerar, gör något annat.[27]

## NLP-modellen och dess tekniker

### NLP-modellering
Modellering enligt NLP-modellen innebär att utövaren, kallad modelleraren, samlar in så mycket information som möjligt om personen som skall modelleras, utan att sortera bort någonting och utan att sätta hierarkiskt värde på vilket element som tros vara viktigare än ett annat. Samtidigt som modelleraren samlar in denna information så försöker denne hela tiden att återskapa det resultat som är önskvärt. Så snart det önskvärda resultatet kan uppvisas fungera lika bra från modellerarens sida, så slutar informationsinsamlingsfasen. Därefter börjar modelleraren att testa varje element i den nyskapade modellen och ta bort det som visar sig vara överflödigt för att modellen skall fungera.
Slutligen skall modellen läras ut till andra, under former som tillåter de som lär sig den att lika framgångsrikt använda modellen som sina läromästare.

### Grundantaganden
Inom NLP nyttjas en mängd grundantaganden godtyckligt. Dessa antaganden anses av sina utövare vara användbara för att skapa förändring, medan andra utövare tar avstånd från dem. De varierar både i innehåll och antal i NLP-litteraturen. Några av grundantagandena är tagna från bland annat Allmän Semantik och cybernetik. Bland de vanligast förekommande finns:
- "Meningen med din kommunikation är den respons du får". Människor påverkas av vad de tror att du menar, inte av vad du nödvändigtvis menade.
- "Du kan inte inte kommunicera". Även om du väljer att inte säga något så är även detta ett budskap som kommuniceras ut.
- "Kartan är inte terrängen den representerar, orden är inte de saker de beskriver, symboler är inte den sak de representerar". Vi skapar mentala kartor av omvärlden för att försöka förstå den, men vi måste vara uppmärksamma på att kartan kan vara felaktig och då kan NLP användas för att förändra kartan så att vi kan leva mer produktiva liv. Detta istället för att klaga på att saker inte är som "de borde vara". Blir man till exempel besviken är det p.g.a. att vi gjort en mental bild/karta av något önskvärt vi trodde skulle hända och när detta önskvärda resultat uteblir kan till exempel frustration uppstå. Ändrar vi däremot på kartan (genom NLP-tekniker) så att vi har en karta som till exempel säger "Ibland händer saker man inte planerat och det är helt okej" så kan vi fortsätta må bra även om något oförutsägbart inträffar.
- "Det finns inga misslyckanden, bara feedback". Istället för att se något som ett misslyckande och bli arg, ledsen eller deprimerad av detta så kan vi istället välja att ta lärdom av vad som har hänt.
- "Äkta förståelse kommer endast med erfarenhet". Oavsett hur mycket du läser om det, pratar om det och ser andra göra det på film, så kan du inte skapa dig en förståelse för det innan du själv har gjort det.[31][32][33][34]

### Ankring
Ankring är att koppla ett yttre stimuli med en inre respons. Ankring kan användas inom NLP för att flytta känslomässiga reaktioner från ett sammanhang till ett annat. Jämför betingning.

### Metamodellen
Metamodellen är en modell NLP-utövare använder för att genom frågor kunna ifrågasätta, tydliggöra och bättre förstå människors kommunikation för att klargöra upplevelser på ett mera detaljerat sätt. Inom modellen finns föreställningen att processerna genom vilken människor begränsar sin föreställning av världen, är samma processer som de använder för att begränsa sitt beteende baserat på den begränsade föreställningen. Metamodellen är en specifik metodik att utmana dessa processer.

### Miltonmodellen
Miltonmodellen är en modell modellerad från Milton Ericksens sätt att uttrycka sig. NLP-utövare använder modellen som ett retoriskt verktyg för påverkan genom kommunikation. Miltonmodellen ger utövaren ett sätt att vara generell och vag i sitt språkbruk på ett systematiskt sätt. Genom att vara vag på ett systematiskt sätt säger sig NLP-utövaren kunna göra påståenden som låter specifika men som är tillräckligt generella för att låta lyssnaren fylla påståendet med mening ur sin egen karta av verkligheten, oavsett vilken mening det rör sig om. En NLP-utövare kan använda sig av Metamodellen för att utvinna specifik information som har raderats bort i en mening, medan Miltonmodellen påstås kunna användas för att skapa meningar där nästan all specifik information har raderats. Det innebär att lyssnaren måste fylla i luckorna i den saknade informationen utifrån sin egen inre upplevelse.

### Visuell-kinestetisk disassociation
Kallas även traumakuren eller snabba fobitekniken. Används av NLP-utövare för att ändra starka negativa känslomässiga reaktioner som fobier och posttraumatiska stressreaktioner.

## Utbildning och certifiering i NLP
NLP-utbildningar klassas ofta som coachutbildningar men också som kommunikations-, självhjälps- och/eller ledarskapsutbildningar. Grundutbildningens (NLP practitioner) längd varierar från intensivkurser på en handfull dagar till längre utbildningar, ofta fördelade över en termin.

## Forskning om NLP
Forskning om NLP bedrivs på University of Surrey (England).  NLP Research Database innehåller 193 artiklar, uppsatser och avhandlingar om NLP.
Exempel på forskning från senaste decenniet inkluderar följande: en empirisk studie som använder heuristisk kvalitativ metodik där submodalitetsförändringsprocessen testas för att behandla sorg och pekar på att man genom att manipulera vissa submodaliteter kan hjälpa subjektet att flytta sig till ett mer resursstarkt tillstånd och snabba på återhämtningsprocessen, en studie som inkluderar ett antal NLP-tekniker för beteendeförändring (ankare, metaforer, målsättande) i program för lärande om och förebyggande av spridningen av Aids, studien resulterade i en rekommendation att dessa verktyg skulle lyftas fram och användas internationellt, och en sammanställning av flera små studier av effektiviteten hos visuell-kinestetisk dissociation, som föreslog att även om det för närvarande är på en experimentnivå och behöver en fortsatt väldesignad empirisk undersökning, kan vara en lovande behandling mot åtminstone några former av posttraumatiska funktionsstörningar.

## Kritik
Det finns forskare inom olika områden som anser att det finns NLP-användare som använder felaktiga och vilseledande termer och begrepp: neurovetenskap, psykologi och lingvistik.
Flera skeptiska källor klassificerar NLP som pseudovetenskap. Källorna anser bland annat att NLP bygger på tvivelaktiga antaganden om det omedvetna sinnet, hypnos och möjligheten att påverka det undermedvetna hos människor. De menar att det finns påståenden inom NLP som inte stämmer och att det finns andra påståenden som inte kan verifieras.
En del skeptiker och kristliga källor associerar NLP med New Age eller Human Potential Movement och rörelser såsom Landmark Forum, Amway osv.
Andrew Bradbury hävdar att mycket av den akademiska kritiken, även av Hunt, Carroll och andra. grundar sig på felaktig information och har granskat ett urval av denna kritik i detalj på sin hemsida.
INLPTA Scandinavia som samordnar svenska, norska och danska NLP-tränare som är anslutna till International NLP Trainers Association (INLPTA) har också bemött kritiken 

## NLP-litteratur

### Klassiska NLP-verk
- Bandler, Richard; Grinder, John (1975) The Structure of Magic Vol. 1: A Book About Language and Therapy, Science and Behavior Books. ISBN 0-8314-0044-7
- Bandler, Richard; Grinder, John (1975) Patterns of the Hypnotic Techniques of Milton H. Erickson, M.D, Grinder, DeLozier & Associates. ISBN 1-55552-052-9
- Bandler, Richard; Grinder, John; DeLozier, Judith (1975) Patterns of the Hypnotic Techniques of Milton H. Erickson, M.D. Volume 2, Meta Publications. ISBN 978-0-916990-02-2
- Bandler, Richard; Grinder, John (1979) Frogs into Princes: Neuro Linguistic Programming, Real People Press. ISBN 1-870845-03-X
- Satir, Virginia; Grinder, John; Bandler, Richard (1976) Changing with Families: A Book about Further Education for Being Human, Science and Behavior Books. ISBN 0-8314-0051-X
- Bandler, Richard; Grinder, John (1976) The Structure of Magic Vol. 2: A Book About Communication and Change, Science and Behavior Books. ISBN 0-8314-0049-8
- Dilts, Robert; Bandler, Richard; Grinder, John; DeLozier, Judith; Cameron-Bandler, Leslie (1980) Neuro-Linguistic Programming: Volume I (The Study of the Structure of Subjective Experience), Meta Publications. ISBN 978-0-916990-07-7
- Bandler, Richard; Grinder, John (1981) Trance-Formations: Neuro-Linguistic Programming and the Structure of Hypnosis, Real People Press. ISBN 978-0-911226-23-2
- Pucelik, Frank; Lewis, Byron (1981) Magic of NLP Demystified, MetamorPhous Press. ISBN 1-55552-017-0
- Bandler, Richard; Grinder, John (1982) Reframing, Real People Press. ISBN 978-0-911226-24-9

### Senare verk
- Bandler, Richard (1984) Magic in Action, Meta Publications. ISBN 978-0-916990-14-5
- Bandler, Richard (1985) Using Your Brain For A Change, Real People Press. ISBN 0-911226-26-5
- Grinder John; DeLozier, Judith (1987) Turtles All the Way Down, Grinder, DeLozier & Associates. ISBN 978-1-55552-022-9
- Woodsmall Wyatt; James, Tad (1988) Time Line Therapy and the Basis of Personality, Meta Publications. ISBN 978-0-916990-21-3
- Bandler, Richard; Macdonald, Will (1989) An Insider's Guide to Sub-Modalities, Meta Publications. ISBN 978-0-916990-22-0
- Andreas Steve; Andreas Connirae (1989) Heart of the Mind: Engaging Your Inner Power to Change With Neuro-Linguistic Programming, Real People Press. ISBN 978-0-911226-31-7
- Clendon, Terrence L.(1989) The Wild Days: NLP 1972 - 1981, Meta Publications. ISBN 0-916990-23-0
- Dilts, Robert (1990) Changing Belief Systems with NLP, Meta Publications. ISBN 0-916990-24-9
- O'Connor, Joseph; Seymour, Joseph (1990) Introducing Neuro-linguistic Programming: The New Psychology of Personal Excellence, Aquarian Press. ISBN 978-1-85274-073-3
- Grinder, John; DeLozier, Judith; Milliner, Charlotte Bretto (1991) Leaves Before the Wind: Leading Edge Applications of NLP, Grinder, DeLozier & Associates. ISBN 978-1-55552-051-9
- Faulkner, Charles; Andreas, Steve (1991) NLP: The New Technology of Achievement, Harper Paperbacks. ISBN 978-0-688-14619-1
- Andreas, Steve (1991) Virginia Satir: Patterns of her Magic, Real People Press. ISBN 978-0-911226-38-6
- Bandler, Richard (1993) Time for a Change, Meta Publications. ISBN 978-0-916990-28-2
- Bandler, Richard; La Valle, John (1996) Persuasion Engineering, Meta Publications. ISBN 978-0-916990-36-7
- Grinder, John; Bostic St. Clair (2001) Whispering In The Wind, J & C Enterprises. ISBN 978-0-9717223-0-9
- Bandler, Richard; Fitzpatrick, Owen (2005) Conversations: Freedom Is Everything and Love Is All the Rest, Mysterious Publications. ISBN 978-0-9551353-0-9
- Austin, Andrew T (2007) The Rainbow Machine: Tales from a Neuro-Linguist's Journal, Real People Press. ISBN 978-0-911226-44-7
- Bandler, Richard (2008) Get the Life You Want: The Secrets to Quick and Lasting Life Change with Neuro-Linguistic Programming, HCi. ISBN 978-0-7573-0776-8
- Bandler, Richard (2008) Richard Bandler's Guide to Trance-formation: How to Harness the Power of Hypnosis to Ignite Effortless and Lasting Change, HCi. ISBN 978-0-7573-0777-5

### Svenska NLP-böcker
- Johansson, Robert (1998) Hopp i Livet med NLP, Svensk NLP. ISBN 91-630-7518-0
- Trygve, Roos; Terttu, Grönfors (1999) NLP - Vägen till framgång och förändring, Facile Publishing. ISBN 978-951-97398-4-7
- Sjöberg, Bo George (2006) Det är jag som äger världen, NLP Scandinavia AB. ISBN 978-91-973864-1-8
- Wirtberg, Ingegerd & Petitt, Bill (1983), De magiska orden: NLP - en psykoterapimetod, Natur o Kultur, Stockholm

### Populärlitteratur där NLP syns
- Strauss, Neil (2006) Spelet, Natur & Kultur. ISBN 978-91-27-02634-6
- Fexeus, Henrik (2007) Konsten att läsa tankar: Hur du förstår och påverkar andra utan att de märker något, Bokförlaget Forum. ISBN 978-91-37-13126-9

## Källhänvisningar
1. ↑  Tosey, Paul; Mathison, Jane. ”Introducing Neuro-Linguistic Programming”. Introducing Neuro-Linguistic Programming. Centre for Management Learning & Development, School of Management, University of Surrey. http://www.som.surrey.ac.uk/NLP/Resources/IntroducingNLP.pdf. Arkiverad 3 januari 2019 hämtat från the Wayback Machine. ”Arkiverade kopian”. Arkiverad från originalet den 3 januari 2019. https://web.archive.org/web/20190103020411/http://www.som.surrey.ac.uk/NLP/Resources/IntroducingNLP.pdf. Läst 15 juni 2021.
2. ↑  Dilts, R., Grinder, J., Delozier, J., and Bandler, R. (1980). Neuro-Linguistic Programming: Volume I: The Study of the Structure of Subjective Experience. Cupertino, CA: Meta Publications. Sid. 2. ISBN 978-0-916990-07-7. https://archive.org/details/neurolinguisticp01dilt/page/2.
3. ↑  Bandler, Richard; Grinder, John (1975). The Structure of Magic I: A Book about Language and Therapy. Science and Behavior Books Inc. Sid. 5–6. ISBN 978-0-8314-0044-6.
4. ↑  Bandler, Richard (1993). Time for a Change. Meta Pubns. Sid. vii. ISBN 978-0-916990-28-2. https://archive.org/details/timeforchange00band.  ”In single sessions, they can accelerate learning, neutralize phobias, enhance creativity, improve relationships, eliminate allergies, and lead firewalks without roasting toes. NLP achieves the goal of its inception. We have ways to do what only a genius could have done a decade ago.”
5. ↑  Pickersgill, Gina. ”Dr Richard Bandler on Healing – A Special Interview – by Gina Pickersgill”. NLP Life Training. The Best You Corporation. http://www.nlplifetraining.com/general-articles/richard-bandler-on-healing.htm.  ”
 GINA:  I have seen you demonstrate a technique that some people refer to as Dr. Bandler's Beauty treatment? Please tell us about that.
 RICHARD [BANDLER]:  Basically what happened is that I noticed that when I hypnotically regress people repeatedly they looked younger. So I started first thinking, well isn't there a way to maintain that. I noticed when I hypnotically regressed people to before the age of 5, who currently wore glasses, didn't need them to see. So I started leaving people's eyes young and growing the rest of them up to the present and it would change the prescription of their glasses radically to the point where they could see better. And done enough times, some of them could see without glasses. So I went a little step further, and did a DHE (Design Human Engineering™) treatment where we set up a mechanism in the back of their mind that repeatedly age regresses them hypnotically; when they sleep, when they blink, all kinds of things and in a state of time distortion. And it can take years off the way people look, it also ups their energy level and in some cases the bi product [sic] has been they recovered spontaneously from very serious diseases. Because they were aged regressed to where before the disease started. Now I cannot prove that but I've seen it enough times that I'm impressed with it.” Arkiverad 1 mars 2012 hämtat från the Wayback Machine.
6. ↑   Trance-Formations: Neuro-Linguistic Programming and the Structure of Hypnosis, Moab, UT: Real People Press, 1981, ISBN 978-0-911226-23-2,  ”In a seminar, Bandler & Grinder (1981, p. 166) claimed that a single session of NLP combined with hypnosis could eliminate certain eyesight problems such as myopia and cure the common cold (op.cit., p. 174)...(Also, op.cit., p. 169) Bandler and Grinder believed that, by combining NLP with hypnotic regression, one not only cured a problem, but became amnesic for the fact that it even existed at all. Thus, after a session of "therapy," a smoker denied smoking before, even when family and friends insisted otherwise, becoming unable to account for such evidence as nicotine stains.”
7. ↑  Bandler, Richard (2008). What is NLP?. [Promotional video]. NLP Life. https://www.youtube.com/watch?v=8vlcsFJyEXQ.  ”We can reliably get rid of a phobia in ten minutes – every single time.”
8. ↑  Grinder, John; Bostic St. Clair, Carmen (2001). ”Chapter 4: Personal Antecedents of NLP”. Whispering in the Wind. J & C Enterprises. ISBN 978-0-9717223-0-9.
9. ↑  Dowlen, Ashley (1 January 1996). ”NLP – help or hype? Investigating the uses of neuro-linguistic programming in management learning”. Career Development International 1 (1):  sid. 27–34. doi:10.1108/13620439610111408. ISSN 1362-0436.
10. 1 2  Grinder, John; Bostic St. Clair (2001) Whispering In The Wind, J & C Enterprises. ISBN 978-0-9717223-0-9, Appendix A.
11. 1 2 3  http://nlpresearch.org/
12. ↑  ”Arkiverade kopian”. Arkiverad från originalet den 9 maj 2007. https://web.archive.org/web/20070509082416/http://www.nlp-akademien.se/. Läst 29 juni 2008.
13. ↑  ”Arkiverade kopian”. Arkiverad från originalet den 28 februari 2009. https://web.archive.org/web/20090228114936/http://www.nlp.se/. Läst 5 februari 2009.
14. 1 2 3  Bandler, Richard; Grinder, John (1975) The Structure of Magic Vol. 1: A Book About Language and Therapy, Science and Behavior Books, ISBN 0-8314-0044-7
15. ↑  ”Arkiverade kopian”. Arkiverad från originalet den 1 oktober 2008. https://web.archive.org/web/20081001222802/http://www.nlplondon.com/lnlp0004.html. Läst 5 februari 2009.
16. ↑  ”Arkiverade kopian”. Arkiverad från originalet den 4 februari 2009. https://web.archive.org/web/20090204035004/http://www.nlpwhisperinginthewind.com/art_sins.htm. Läst 5 februari 2009.
17. ↑  http://www.designhumanengineering.com
18. ↑  http://www.neurohypnoticrepatterning.com/
19. ↑  http://www.nlpu.com/judybio.htm
20. ↑  http://www.nlpu.com/robbio.htm
21. ↑  ”Arkiverade kopian”. Arkiverad från originalet den 27 oktober 2008. https://web.archive.org/web/20081027020344/http://www.nlpu.com/ThirdGenerationNLP.html. Läst 5 februari 2009.
22. ↑  http://www.neurosemantics.com/index.php?option=com_content&task=view&id=486&Itemid=199
23. ↑  ”Arkiverade kopian”. Arkiverad från originalet den 30 januari 2009. https://web.archive.org/web/20090130133307/http://www.sportshealth4u.com/nac.html. Läst 5 februari 2009.
24. ↑  ”Arkiverade kopian”. Arkiverad från originalet den 1 februari 2009. https://web.archive.org/web/20090201063634/http://nlptrainings.com/hnlp.html. Läst 5 februari 2009.
25. ↑  https://web.archive.org/web/20091003005302/http://www.susannepettersson.se/kommunikologi.htm
26. ↑  ”Arkiverade kopian”. Arkiverad från originalet den 27 november 2012. https://web.archive.org/web/20121127234718/http://nlpinstitutet.com/index.php?option=com_content&task=view&id=15&Itemid=26. Läst 5 februari 2009.
27. ↑  ”Arkiverade kopian”. Arkiverad från originalet den 18 augusti 2010. https://web.archive.org/web/20100818190037/http://www.nlpcenter.se/de-fyra-benen-i-nlp/. Läst 21 februari 2010.
28. ↑  Dilts, Robert; Bandler, Richard; Grinder, John; DeLozier, Judith; Cameron-Bandler, Leslie (1980) Neuro-Linguistic Programming: Volume I (The Study of the Structure of Subjective Experience), Meta Publications. ISBN 978-0-916990-07-7
29. ↑  Bandler, Richard; Grinder, John (1979) Frogs into Princes: Neuro Linguistic Programming, Real People Press, ISBN 0-911226-19-2, sidan 9.
30. ↑  Grinder, John; Bostic St. Clair (2001) Whispering In The Wind, J & C Enterprises. ISBN 978-0-9717223-0-9
31. ↑  ”Arkiverade kopian”. Arkiverad från originalet den 2 februari 2009. https://web.archive.org/web/20090202142105/http://www.purenlp.com/nlpresp.htm. Läst 5 februari 2009.
32. ↑  http://www.bradburyac.mistral.co.uk/nlpfax04.htm
33. ↑  http://www.nlpu.com/Patterns/patt20.htm
34. ↑  ”Arkiverade kopian”. Arkiverad från originalet den 30 mars 2009. https://web.archive.org/web/20090330211556/http://www2.hawaii.edu/~lady/archive/roots-6.html. Läst 5 februari 2009.
35. ↑  Dilts, Robert; Bandler, Richard; Grinder, John; DeLozier, Judith; Cameron-Bandler, Leslie (1980) Neuro-Linguistic Programming: Volume I (The Study of the Structure of Subjective Experience), Meta Publications. ISBN 978-0-916990-07-7, sid 222-223.
36. ↑  http://www.aftonbladet.se/kropphalsa/psykestress/article278002.ab
37. ↑  Bandler, Richard; Grinder, John (1975) Patterns of the Hypnotic Techniques of Milton H. Erickson, M.D, Grinder, DeLozier & Associates. ISBN 1-55552-052-9
38. ↑  Bandler, R., Grinder, J. (1979). Frogs into Princes: Neuro Linguistic Programming, Real People Press. ISBN 0-911226-19-2, sid 109-125.
39. ↑  http://www.aftonbladet.se/kropphalsa/article666928.ab
40. ↑  ”Arkiverade kopian”. Arkiverad från originalet den 22 juni 2007. https://web.archive.org/web/20070622030448/http://www.inspiritive.com.au/nlp-research/database.htm. Läst 26 juni 2007.
41. ↑  Miller, F. Clayton. (Nov 1997) The NLP loss pattern: Imagery and experience in grief and mourning. [Dissertation Abstract] Dissertation Abstracts International: Section B: The Sciences and Engineering. Vol 58(5-B) sid 2691
42. ↑  Labouchere P, Tweedie I, Fiagbey E, Ocquaye M. (2002) Narrow Bridges to your Future: Creating a metaphorical experience of staying safe from HIV and realising the future you want Arkiverad 8 september 2007 hämtat från the Wayback Machine. presented at the International AIDS Conference 7-12 Juli 2002 ; 14 sidor
43. ↑  Dietrich et al (2000a) A Review of Visual/Kinesthetic Disassociation in the Treatment of Posttraumatic Disorders Traumatology Volume VI, Issue 2, Article 3 (Augusti 2000)
44. ↑  Corballis, MC., "Are we in our right minds?" In Sala, S., (ed.) (1999), Mind Myths: Exploring Popular Assumptions About the Mind and Brain Publisher: Wiley, John & Sons. ISBN 0-471-98303-9 (pp. 25–41) see page p.41
45. ↑  Drenth P J D: (1999). ”Prometheus chained: Social and ethical constraints on psychology.”. European Psychologist 4 (4):  sid. 233–239.
46. ↑  Witkowski (2010). ”Thirty-Five Years of Research on Neuro-Linguistic Programming. NLP Research Data Base. State of the Art or Pseudoscientific Decoration?”. Polish Psychological Bulletin 41 (2):  sid. 58–66.
47. ↑  Stollznow.K (2010). ”Not-so Linguistic Programming”. Skeptic 15 (4):  sid. 7.
48. ↑  Lum.C (2001). Scientific Thinking in Speech and Language Therapy. Psychology Press. sid. 16. ISBN 080584029X
49. ↑  Williams, W.F. (red. 2000) Encyclopedia of pseudoscience: Neurolinguistic programming, Chicago Fitzroy Dearborn. ISBN 1-57958-207-9
50. 1 2  Carroll R. T. (2005) Neuro-linguistic programming (NLP) Arkiverad 24 mars 2005 hämtat från the Wayback Machine., The Skeptic's Dictionary.
51. ↑  Lilienfeld S. O.; Lynn S. J.; Lohr J. M. (red. 2003) Science and Pseudoscience in Clinical Psychology, Guilford Press. ISBN 1-57230-828-1
52. ↑  Carroll R. T. (2005) Large group awareness training program). The Skeptic's Dictionary.
53. ↑  Drenth, J.D. (2003) Growing anti-intellectualism in Europe; a menace to science. Studia Psychologica. Sid 5-13, 45
54. ↑  Frederiksen T. T. (2003) Nyreligiøsiteten i Danmark - update Arkiverad 13 juli 2007 hämtat från the Wayback Machine.. Den Nye Dialog nr. 93.
55. ↑  Cults.co.nz (2003-2007) NZ Cults & Religous Groups List
56. ↑  Frederiksen T. T. (2005) Amway - en ny tids religiøsitet? Arkiverad 24 oktober 2007 hämtat från the Wayback Machine.. Den Nye Dialog nr. 100
57. ↑  Nielsen S. Menneskesynet i kristendom, NLP og New Age - baggrundsstof til 'Guide for kursuskøbere' Arkiverad 9 juni 2007 hämtat från the Wayback Machine.. Arbejdsmarkeds-Etisk Råd.
58. ↑  http://www.bradburyac.mistral.co.uk/hunt.html
59. ↑  http://www.bradburyac.mistral.co.uk/nlpfax27.htm
60. ↑  http://www.bradburyac.mistral.co.uk/nlpfax28.htm
61. ↑  http://skepdic.com/neurolin.html
62. ↑  http://www.inlpta.se/kritik.htm